# Таляр, Хенрик
Хенрик Таляр (пол. Henryk Talar; род. 25 июня 1945, Козы) — польский актёр театра, кино, радио и телевидения, также директор театров. Заслуженный деятель культуры Польши (1988).

## Биография
Хенрик Таляр родился в селе Козы в Силезском воеводстве Польши. Актёрское образование получил в Государственной высшей театральной школе в Кракове, которую окончил в 1969 году. Дебютировал в театре в 1969 в Щецине. Актёр театров в Щецине, Калише, Варшаве, директор Театра им. Мицкевича в Ченстохове и Польского театра в Бельско-Бяле. Выступает в спектаклях «театра телевидения» с 1971 и в радиопередачах «театра Польского радио» с 1975 г.

## Избранная фильмография

### актёр
| Год       | Русское название            | Оригинальное название                 |
| --------- | --------------------------- | ------------------------------------- |
| 1970      | Соль чёрной земли           | Sól ziemi czarnej                     |
| 1974      | История в красном           | Opowieść w czerwieni                  |
| 1976      | Беспредельные луга          | Bezkresne łąki                        |
| 1976-1977 | Польские пути               | Polskie drogi                         |
| 1977      | Люби или брось              | Kochaj albo rzuć                      |
| 1977      | Последний круг              | Ostatnie okrążenie                    |
| 1978      | Мёртвые бросают тень        | Umarli rzucają cień                   |
| 1981      | Окрестности спокойного моря | Okolice spokojnego morza              |
| 1984      | Кто этот человек?           | Kim jest ten człowiek?                |
| 1985      | Должники смерти             | Dłużnicy śmierci                      |
| 1986      | Чужой дома                  | Obcy w domu                           |
| 1986      | Пульс                       | Tętno                                 |
| 1987      | На серебряной планете       | Na srebrnym globie                    |
| 1988      | Верными останемся           | -                                     |
| 1989      | После падения               | Po upadku. Sceny z życia nomenklatury |
| 1991      | Шведы в Варшаве             | Szwedzi w Warszawie                   |
| 1994      | Край мира                   | Kraj Świata                           |
| 1995      | За что?                     | Za co?                                |
| 1997      | Он не завязывал шнурки      | Żona przychodzi nocą                  |
| 2002      | Ведьмак                     | Wiedźmin                              |
| 2006      | Сатана из седьмого класса   | Szatan z siódmej klasy                |
| 2009      | Хель                        | Hel                                   |
| 2010      | Уловка                      | Trick                                 |
| 2011      | Виски с молоком             | -                                     |

### польский дубляж
- актёрские фильмы: Вокруг света за 80 дней, Дневники принцессы 2: Как стать королевой, Дознание пилота Пиркса, Хроники Нарнии: Принц Каспиан, Я, Клавдий
- мультфильмы: Приключения пчёлки Майи, Рога и копыта, Черепашки-ниндзя

## Признание
- 1986 — Награда председателя «Комитета в дела радио и телевидение» за выдающиеся роли в «театре телевидения телевидения».
- 1988 — Заслуженный деятель культуры Польши
- 2010 — Серебряная медаль «За заслуги в культуре Gloria Artis».
- 2011 — «Wielki Splendor» — приз «Польского радио» лучшему актёру радиопостановок.
- 2017 — Кавалер ордена Возрождения Польши[1]